# Kurt Lingnau

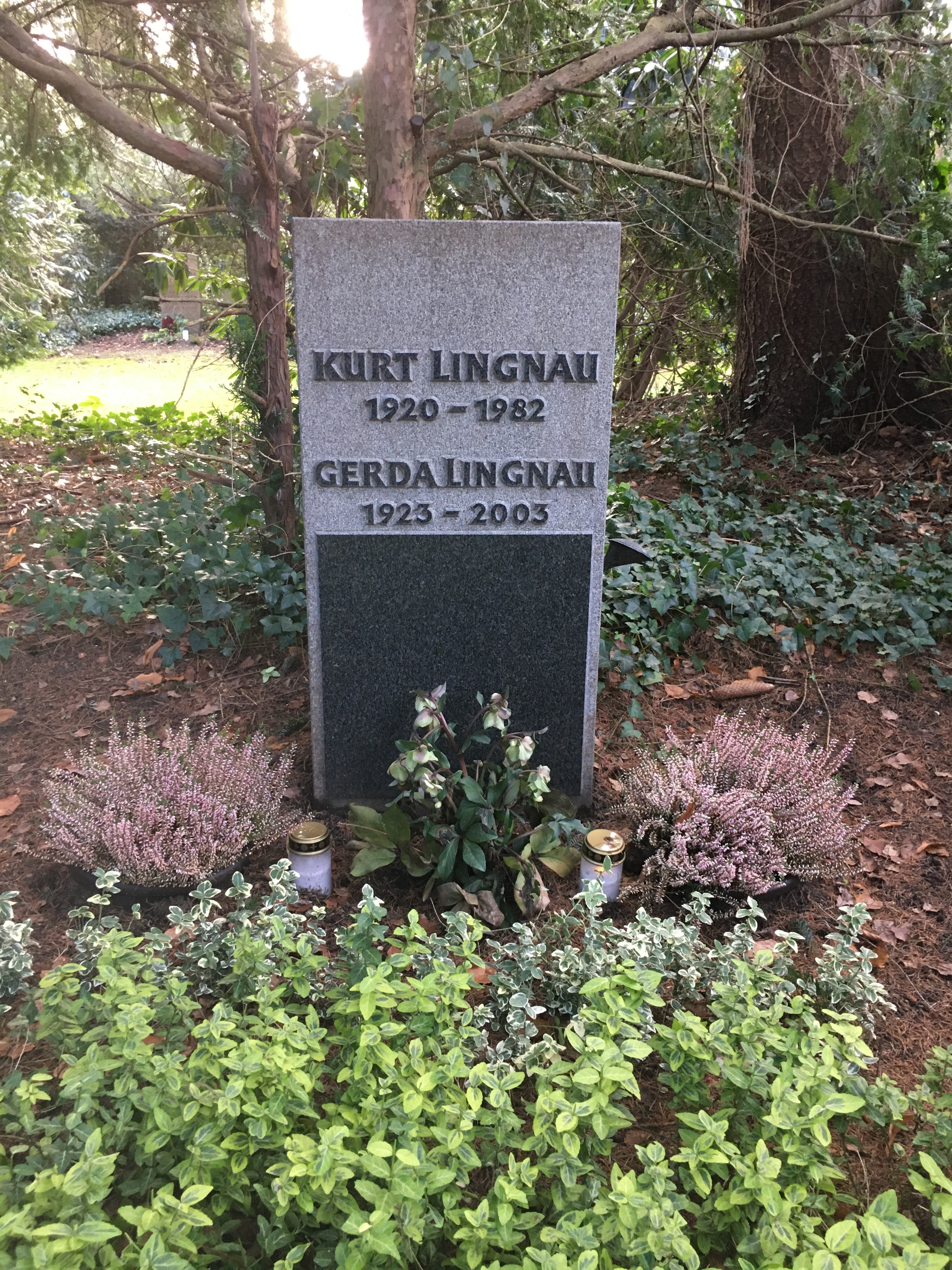
Grabstätte Kurt Lingnau auf dem Friedhof Ohlsdorf

Kurt Lingnau (* 8. November 1920 in Königsberg (Preußen); † 11. Oktober 1982 in Hamburg) war ein deutscher Fußballspieler.

## Leben
Seine Karriere begann der Verteidiger beim VfB Königsberg, für den er mindestens ab 1940/41 bis 1943/44 in der ersten Elf spielte; Angaben, nach denen er bereits seit 1929 für den VfB auflief, beruhen auf einer Verwechslung mit Bruno Lingnau. In dieser Zeit wurde Kurt Lingnau mit seinem Verein mindestens dreimal hintereinander Ostpreußenmeister, nahm an Endrundenspielen zur Deutschen Meisterschaft teil und war auch ostpreußischer Auswahlspieler. Es existieren allerdings Hinweise darauf, dass er nur noch zu Beginn der Saison 1943/44 im Spielerkader des VfB Königsberg stand. Zeitweise war er Gastspieler bei Blau-Weiß 90 Berlin.
Nach seiner Flucht aus Ostpreußen 1945 wird Lingnau in der Anfangszeit gleich mit vier Vereinen in Verbindung gebracht: SG Mariendorf (entsprach ungefähr Blau-Weiß 90 Berlin), Holstein Kiel, Eimsbütteler TV und Eckernförder SV. Dem Eckernförder SV schloss sich Lingnau spätestens Anfang 1946 (wahrscheinlich zusammen mit Kurt Baluses von Holstein Kiel kommend) an und gewann mit ihm die Bezirksmeisterschaft 1945/46 (höchste Liga damals). Einer Angabe in der Vereinschronik des Eckernförder SV ist zu entnehmen, dass Lingnau in der Folgezeit zeitweilig für Eimsbüttel antrat und danach wieder für Eckernförde. Ende 1947/Anfang 1948 wechselte Lingnau zum Itzehoer SV, mit dem er 1948, 1949 und 1950 die schleswig-holsteinische Meisterschaft gewann und 1950 in die Oberliga Nord aufstieg, aber nach nur einer Saison wieder abstieg. Eine Zwischenstation beim Eimsbütteler TV 1946/47 und wieder zurück zum Eckernförder SV deutet die Chronik des ESV an.
Beim Itzehoer SV spielte Lingnau gleich mit mindestens sechs ehemaligen Mannschaftskollegen vom VfB Königsberg zusammen: Kurt Krause, Erwin Scheffler, Hans Klinger, Rudolf Schönbeck, Gerhard Reich und Spielertrainer Kurt Baluses. Mit ihm und Kurt Krause hatte er auch schon beim Eckernförder SV in einer Mannschaft gespielt, darüber hinaus dort mit Ede Krause.
Eine weitere Station war der TSV Duwo 08, wo Kurt Lingnau als Spielertrainer tätig war (seit 1952 (?)).
Kurt Lingnau verstarb 61-jährig in Hamburg und wurde auf dem dortigen Friedhof Ohlsdorf im Planquadrat P 19 beigesetzt.